# ハインリッヒ・キューン
ハインリヒ・キューン（ドイツ語: Carl Christian Heinrich Kühn, 1866年2月25日、ドイツ国家連合ザクセン王国ドレスデン市 – 1944年、チロル州インスブルック郡ビルギッツ）は、ドイツ生まれオーストリア人のピクトリアリスムの写真家。「Heinrich Kuehn」と綴られることもある。

## 人物
キューンは、当初薬学を志すも、断念して写真の世界に進んだ。
ウィーン分離派にも含められ（具体的には、「Wiener Kamera Klub（ウィーン・カメラ・クラブ）」に参加したり、フーゴ・ヘンネベルク（Hugo Henneberg、1863年 – 1918年）とハンス・ヴァツェク（Hans Watzek、1848年 – 1903年）との3人で「Das Kleeblatt」（クレーブラット）または「Vienna Trifolium（または、単に(The) Trifolium）」（ウィーン・トリフォリウム）というグループを結成した）、のちリンクト・リングとフォト・セセッションにも参加した。1900年代初頭にスティーグリッツとの交流が始まり、その後長らく続くことになる。「カメラ・ワーク」にも多くの作品が掲載されている。
1888年から帝&王政オーストリアチロル公国インスブルック市に移住し、オーストリアでの活動を開始。彼は1907年の写真界への登場以来、オートクロームを使用していた。1914年から1915年にかけて、インスブルックで写真学校を開校した。
その作品は、ピクトリアリスムに顕著なソフト・フォーカスや「ぼかし」を多用した作品が多いが、単にそれだけにとどまらずストレートフォトグラフィへと向かう過渡的な性格がうかがわれる。

## 会報
- ハインリッヒ・キューン　ウィーン分離派からフォト・セセッションへ／蔦谷典子（島根県立美術館学芸員）（日仏美術学会報　第22号・2002年）